# Cnaeus Domitius Ahenobarbus (Kr. e. 96)
Cnaeus Domitius Ahenobarbus (Kr. e. 2. század – Kr. e. 1. század) római politikus, az előkelő, plebeius származású Domitia gens Ahenobarbus-ágához tartozott. Édesapja, szintén Cnaeus, Kr. e. 122-ben consul volt. Fivére, Lucius szintén elérte ezt a rangot.
Kr. e. 104-ben, Caius Marius második consuli évében Cnaeust néptribunussá választották. Amikor a pontifexi collegium nem volt hajlandó a tagjai közé választani elhunyt apja helyére, törvényt szavaztatott meg (lex Domitia), amelynek értelmében a papi testület tagságának megválasztása ezentúl a népgyűlés feladata lett. Hálából a nép megválasztotta pontifex maximusnak, azaz a legfőbb papnak. Tribunatusa alatt és később számos pert indított politikai ellenfelei, így Junius Silanus és Aemilius Scaurus ellen is.
Kr. e. 96-ban Caius Cassius consultársa lett, és a híres szónokkal, Lucius Licinius Crassusszal közösen töltötte be a censori rangot Kr. e. 92-ben. Egyetlen kérdésben értettek egyet, éspedig abban, hogy be kell záratni a latin retorikai iskolákat – egyébiránt sokáig emlegették vitáikat. Ahenobarbus ugyanis a régi, puritán erkölcsiség őre volt, míg Crassus igencsak pompakedvelő és művészetpártoló hírében állott. Crassus egy alkalommal állítólag így jellemezte kollégáját, utalva az Ahenobarbusoknak nevet adó jellegzetes vörös arcszőrzetre: „nem csoda, hogy egy olyan embernek rézből van a szakálla, akinek a szája vas és a szíve ólom”. Cicero szerint nem voltak kiemelkedő szónoki képességei, de elég jól beszélt, hogy rangját megtarthassa.
| Elődei: Cnaeus Cornelius Lentulus és Publius Licinius Crassus | Consul i. e. 96 collega: Caius Cassius Longinus | Utódai: Lucius Licinius Crassus és Quintus Mucius Scaevola Pontifex |